# Pandkowate
Pandkowate, pandowate, pandy (Ailuridae) – rodzina ssaków z podrzędu psokształtnych (Caniformia) w obrębie rzędu drapieżnych (Carnivora), klasyfikowana do niedawna jako podrodzina pandowatych (Ailurinae) w obrębie rodziny niedźwiedziowatych (Ursidae), a wcześniej do szopowatych. Do rodziny zaliczana jest obecnie tylko pandka ruda oraz spokrewnione z nią gatunki wymarłe.

## Systematyka
Przez długi czas do pandkowatych (w randze podrodziny) zaliczano pandę wielką (Ailuropoda melanoleuca) i pandkę rudą (Ailurus fulgens). Obydwa gatunki klasyfikowano początkowo w rodzinie szopowatych – na podstawie podobieństw w budowie czaszki i uzębienia oraz kilku innych cech morfologicznych i behawioralnych, przede wszystkim roślinożerności. W wyniku dalszych badań morfologicznych i molekularnych pojawiały się różne hipotezy dotyczące filogenezy pand. Zaliczano je do niedźwiedziowatych (Ursidae) lub też proponowano wydzielenie odrębnej rodziny pandowatych (Ailuridae). Kolejną propozycją w taksonomicznej historii pand było utworzenie odrębnych rodzin dla obydwu gatunków, ponieważ stwierdzono, że ich pokrewieństwo jest znacznie dalsze od pierwotnie zakładanego. Badania genetyczne prowadzone w ostatnich dekadach XX w. wykazały, że panda wielka jest bliżej spokrewniona z niedźwiedziami niż z jakimikolwiek innymi ssakami drapieżnymi (Carnivora). Na tej podstawie zaliczono ją do rodziny niedźwiedziowatych (Ursidae).
Dalsze badania molekularne oraz odkrycie wymarłych gatunków o cechach podobnych do Ailurus fulgens skłoniły naukowców do wydzielenia rodziny pandkowatych (Ailuridae).

### Podział systematyczny
Do rodziny należy jedna występująca współcześnie podrodzina:
- Ailurinae J.E. Gray, 1843

Opisano również podrodziny wymarłą:
- Simocyoninae Dawkins, 1868

Wymarły rodzaj bazalny:
- Amphictis A. Pomel, 1853[10]